# Kuurne-Bruxelles-Kuurne 2020
La Kuurne-Bruxelles-Kuurne 2020, settantatreesima edizione della corsa, valevole come undicesima prova dell'UCI ProSeries 2020 categoria 1.Pro, si è svolta il 1º marzo 2020 su un percorso di 201 km, con partenza e arrivo a Kuurne, in Belgio. La vittoria è stata appannaggio del danese Kasper Asgreen, che ha completato il percorso in 4h47'18" alla media di 41,977 km/h, precedendo l'italiano Giacomo Nizzolo e il norvegese Alexander Kristoff.
Al traguardo di Kuurne sono stati 136 i ciclisti, dei 174 alla partenza, che hanno portato a termine la competizione.

## Squadre e corridori partecipanti
| N.      | Cod. | Squadra                |
| ------- | ---- | ---------------------- |
| 1-7     | TFS  | Trek-Segafredo         |
| 11-17   | DQT  | Deceuninck-Quick-Step  |
| 21-27   | CCC  | CCC Team               |
| 31-37   | INS  | Team Ineos             |
| 41-47   | ALM  | AG2R La Mondiale       |
| 51-57   | LTS  | Lotto Soudal           |
| 61-67   | ISN  | Israel Start-Up Nation |
| 71-77   | GFC  | Groupama-FDJ           |
| 81-87   | UAD  | UAE Team Emirates      |
| 91-97   | EF1  | EF Pro Cycling         |
| 101-107 | BOH  | Bora-Hansgrohe         |
| 111-117 | MOV  | Movistar Team          |
| 121-127 | TBM  | Bahrain-McLaren        |

| N.      | Cod. | Squadra                    |
| ------- | ---- | -------------------------- |
| 131-137 | COF  | Cofidis, Solutions Crédits |
| 141-147 | AST  | Astana Pro Team            |
| 151-157 | MTS  | Mitchelton-Scott           |
| 161-167 | NTT  | NTT Pro Cycling Team       |
| 171-177 | SUN  | Team Sunweb                |
| 181-187 | AFC  | Alpecin-Fenix              |
| 191-197 | CWG  | Circus-Wanty Gobert        |
| 201-207 | UXT  | Uno-X Norwegian D. Team    |
| 211-217 | TDE  | Total Direct Énergie       |
| 221-227 | WVA  | Bingoal-Wallonie Bruxelles |
| 231-239 | SVB  | Sport Vlaanderen-Baloise   |
| 241-247 | VCB  | B&B Hotels-Vital Concept   |

## Ordine d'arrivo (Top 10)
| Pos. | Corridore          | Squadra    | Tempo    |
| ---- | ------------------ | ---------- | -------- |
| 1    | Kasper Asgreen     | Deceuninck | 4h47'18" |
| 2    | Giacomo Nizzolo    | NTT        | a 3"     |
| 3    | Alexander Kristoff | UAE        | s.t.     |
| 4    | Fabio Jakobsen     | Deceuninck | s.t.     |
| 5    | Jasper Stuyven     | Trek       | s.t.     |
| 6    | Hugo Hofstetter    | Israel     | s.t.     |
| 7    | Sonny Colbrelli    | Bahrain    | s.t.     |
| 8    | Ben Swift          | Ineos      | s.t.     |
| 9    | Dries Van Gestel   | Total      | s.t.     |
| 10   | Jürgen Roelandts   | Movistar   | s.t.     |